# Autunno (Comolli)
Autunno è un dipinto di Gigi Comolli. Eseguito verso il 1960, appartiene alle collezioni d'arte della Fondazione Cariplo.

## Descrizione
La composizione dell'opera, stilisticamente vicina allo stile di Corot e dei pittori della scuola di Barbizon, è dominata dall'incrocio delle linee delle diverse fasce prospettiche, in orizzontale, e degli alberi, in verticale e in diagonale.